# Phrynobatrachus francisci
Espèce
Synonymes
- Phrynobatrachus monodi de Witte, 1930

Statut de conservation UICN

 LC  : Préoccupation mineure
Phrynobatrachus francisci est une espèce d'amphibiens de la famille des Phrynobatrachidae.

## Répartition
Cette espèce se rencontre en Afrique de l'Ouest. Son aire de répartition couvre le Bénin, le Burkina Faso, la Côte d'Ivoire, la Gambie, le Ghana, le Mali, le Nigeria, le Sénégal et le Togo,.

## Étymologie
Son nom d'espèce, francisci, lui a été donné en référence à A.C. Francis, la personne qui a présenté le spécimen collecté dans la province de Zaria, dans le nord du Nigeria.

## Description
Phrynobatrachus francisci mesure environ 15 mm. Son dos est brun avec une bande sombre entre les yeux. Deux taches sombres sont présentes dans le bas du dos, de chaque côté de la ligne vertébrale jaune discontinue. Ses membres sont rayés de sombre. Son ventre est blanc.

## Publication originale
- Boulenger, 1912 : Descriptions of new African Batrachians preserved in the British Museum. Annals and Magazine of Natural History, sér. 8, vol. 10, p. 140-142 (texte intégral).